# Malom

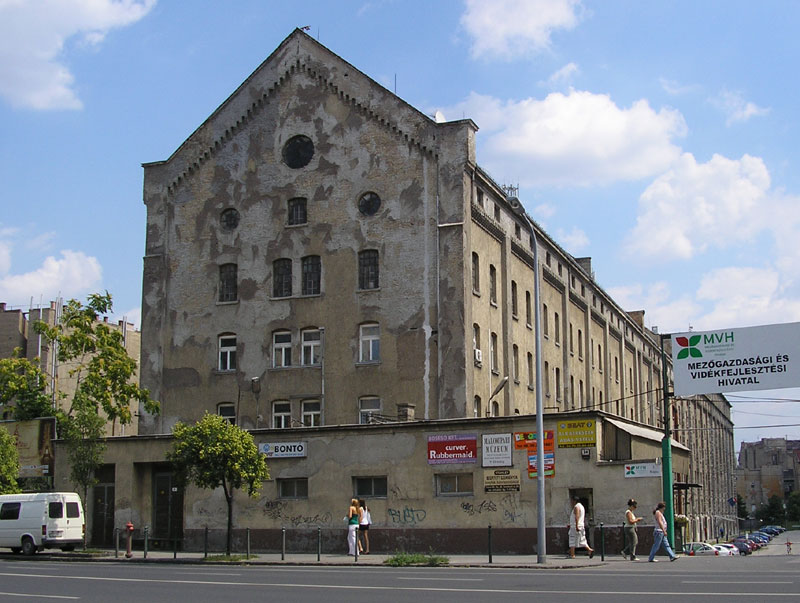
A Malomipari Múzeum épülete Budapesten (volt Concordia-gőzmalom)

A malom szilárd anyagok őrlésére szolgáló berendezés illetve létesítmény. Hagyományosan szél vagy vízi energia hajtotta; ahol ez nem állt rendelkezésre ott az állati erővel forgatott szárazmalmok terjedtek el. A hasonló meghajtású egyéb munkát végző létesítményeket is malomnak hívja a népnyelv. pl.: fűrészmalom, papírmalom.
Malomnak neveznek másrészt minden olyan gépet, ami darabos anyagok darabolására, őrlésére szolgál. Ezeket a darabolás elvi működése alapján különböztetik meg: kalapácsmalom, golyós malom, görgős malom (Koller-járat), malomventilátor.

## Típusai meghajtás szerint

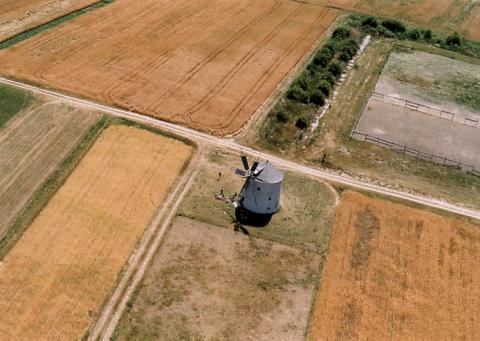
Szélmalom, Tés

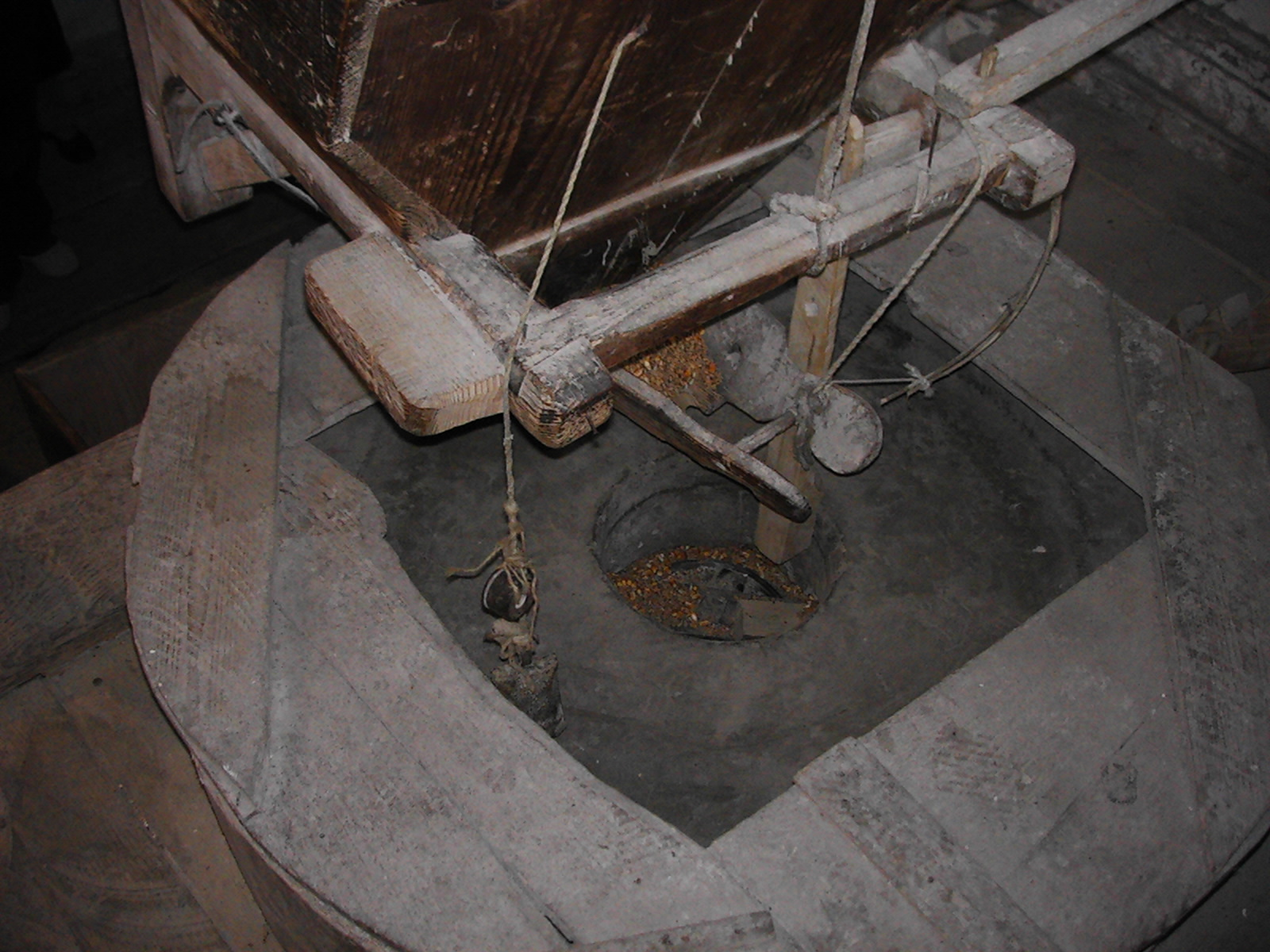
Malomkő

- közvetlenül természeti energiával
  - vízimalom (vízkerékkel)
  - hajómalom (vízkerékkel)
  - ár-apály malom (vízkerékkel)
  - szélmalom
- állati erővel
  - szárazmalom
- emberi erővel
  - taposómalom
  - kézimalom
- tüzelőanyaggal
  - gőzmalom

## Típusai felhasználás szerint
- gabonaőrlő malom
- paprikaőrlő malom (paprikamalom, pl. Szegeden)
- fűrészmalom
- papírmalom
- szivattyúmalom (Lásd: Hollandia)
- kovácsmalom
- kallómalom
- lőpormalom

## Részei
- Erőforrás (vízi-, vagy szélenergia, robbanó-, majd villanymotor)
- Meghajtó áttételek, transzmisszió (közlőmű)
- Terménytovábbító berendezések (kanalas-, serleges felvonók, pneumatikus eszközök)
- Előkészítő berendezések (koptató, nedvesítő, hántoló gépek)
- Őrlőberendezések: kőjárat vagy hengerszék
- Osztályozó berendezések (daratisztító, hasáb-, vagy síkszita

## Története
Az ember a gabonaféléket már a legrégibb időkben eledelül használta, eleinte nyersen, később megpörkölve. Amikor a gabonából előbb lisztet és ebből kenyeret készítettek, a felaprítást lapos kövek között kézzel, majd fa-, kő-, kiégetett agyag- és fémmozsarakban kézi sulykokkal végezték. Később ezen zúzósulykokat emelőkkel mozgatták. A tulajdonképpeni malom akkor keletkezett, amikor a felaprítást forgó mozgással eszközölték, és ettől fogva a malom három rendszer szerint fejlődött. Az első, valószínűleg a legrégibb rendszer szerint egy csésze- vagy üst alakú alsó kőben egy abba beleillő felső kő járt, amit egy rajta keresztül illesztett rúddal nők vagy rabszolgák körülforgattak, s csak később kezdték erre a célra a háziállatokat használni és a gabonának gyorsabb felaprítása végett a köveket rovátkolni. Az őrlemény kiszedése végett a nagyobb sulyok alakú felső követ kiemelték és az alsó követ kiürítették. A herculaneum-pompeji ásatásokból a rómaiaktól maradt ilyen malmok már tökéletesebbek, amennyiben a gabonának folytonosabb felöntését engedik és az őrleményt folytonosan és önműködőleg kivezetik.
A helyben álló, alsó kúpos kő (meta) fölé kettős kúpra alakított felső követ helyeztek, amely a belső részében levő kereszttel és csappal az alsó kövön nyugszik és forgatórudak segélyével kézzel vagy állatokkal körülforgatták. A forgó kőnek felső kúpja a gabona felöntésére, alsó kúpja pedig a felaprításra szolgált. A felső kőnek az alsó kőhöz közelebb vagy távolabbra való állításával az őrlemény finomságát változtathatták.
A második rendszer szerint két henger alakú kő sík lapjaival egymásra van fektetve és az alsó kő a nyugvó, a felső pedig a forgó. Ezen rendszer szerint fejlődött ki a mai malom, vagy helyesebben a kőjárat. Régen a malomkőnek csak csekély 0,3-0,5 méter átmérője és aránylag csekély súlya volt. Ezzel magyarázható az a körülmény, hogy az ókori harcokban az emberek malomkövekkel is dobálóztak.
A forgó malom harmadik rendszere szerint a henger alakú malomkő hengerfelületével körben gördül. A rómaiak az ilyen malmokat az olajkészítésnél használtak, s ezeknél két malomkő közös teknőben közös tengely körül körben gördült. A forgatást a forgató rúddal előbb kézzel, később állatokkal végeztették. Ezen rendszerből fejlődött ki a mai görgő malom (korompár).
Herculanum-pompeji leletek bizonyítják, hogy a rómaiak Krisztus születése idejében - de már előbb is - állatokkal is hajtatták malmaikat. A vízikerékkel forgatott malomról Strabo teszi az első említést, amely szerint Nagy Mithridates (Kr. e. 137-64) székhelyén vízimalom lett volna. Bizonyos azonban, hogy Augustus császár idejében Rómában a Tiberisen már vízikerekekkel hajtott malmok voltak. A vízimalmok Európában csak a 4. században szorították ki általánosabban a kézi és az állatokkal hajtott ún. száraz malmokat, amikor a kereszténység terjedésével a rabszolgaság is eltűnt. Azóta a vízimalmok mindenfelé elterjedtek.
A szélkerékkel hajtott szélmalmok a keresztes háborúk idejében keletkeztek, először Franciaországban, valószínűleg 1040 körül, biztosabban 1105-ben, Angliában pedig 1143-ban. John Smeaton 1781-ben építette az első gőzmalmot, amiben Newcomen-féle gőzgéppel vizet emeltetett a malmot hajtó fölülcsapó vízikerékre. Gőzgéppel közvetlenül hajtott malmot 1784-ben Londonban állítottak fel először, amelynek 50 lóerejű gőzgépét Matthew Boulton és James Watt szállították, a malom 10 kőjáratának a hajtására.
Bélaváry Burchard Konrád 1885-ös országos kiállítási jelentése szerint, Magyarországon legrégibb keletkezésüek a vízimalmok, és ezek közül még akkor is öt olyan állt fenn, amelyeket a 11. század elején építettek. A vízimalmokat követték a száraz malmok, melyek közül három a 17. századból való. Szélmalmok hazánkban csak a 19. század elejétől működtek. Az első nagyobb szabású és segédgépekkel berendezett vízimalmot nálunk Károlyi Lajos gróf építtette Nagysurányban (Nyitra). Az első gőzmalmot az idő tájt, Sopronban állították fel, de ez nem volt életképes, úgyhogy a hazai gőzmalmok sorában az 1839-ben alapított pesti József-hengermalom volt az első. Ezen időtől kezdve, a nagyobb szabású műőrlésre berendezett malmok évről évre szaporodtak.
Az egyik első európai, malomra utaló szöveg az ún. Malomdal, melyet Pluharkhosz (i.sz. 1-2. század) jegyzett föl:
Őrölj, malom, őrölj,
Mert maga Pittakosz őröl,
Pedig ő Mütiléna királya!
(Trencsényi-Waldapfel Imre fordítása)

## Malmok
- A dunaföldvári Reitter gőzmalom
- Kalotaszegi régi malmok
- Rebecq
- Roland-malom (Bréma)
- Vízimalmok Tatán
- Tés; szélmalmok a Bakonyban
- Gúta (Szlovákia); hajómalom a Dunán
- Ráckeve ; hajómalom a Dunán
- Mohács; vízimalom a Csele-patakon
- Makó; Zeitler-malom

## Kapcsolódó szócikkek

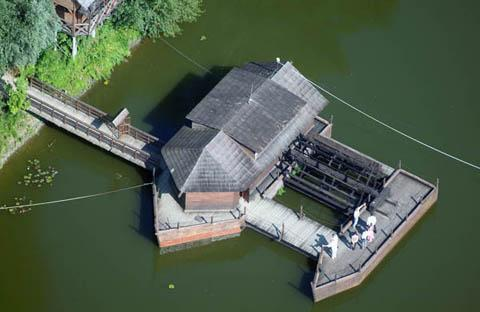
A gútai hajómalom

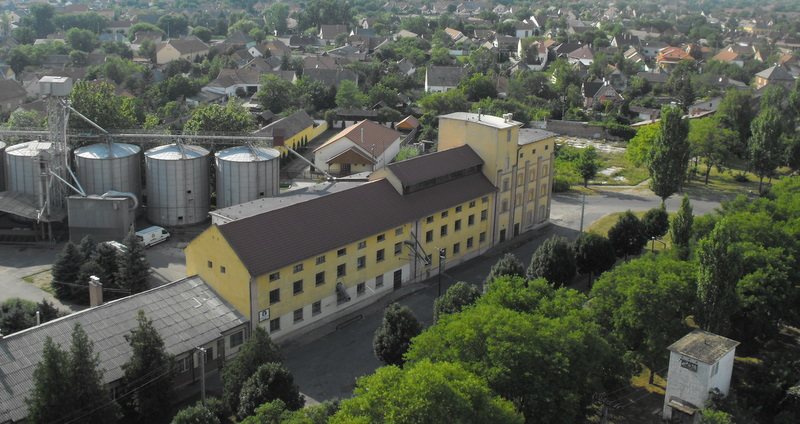
A makói Zeitler-malom madártávlatból

## Külső hivatkozások
- A gútai hajómalom a Geocaching.hu-n
- Jásd Poós malom Muemlekek.info-n